# Louis Alphonse de Bourbon

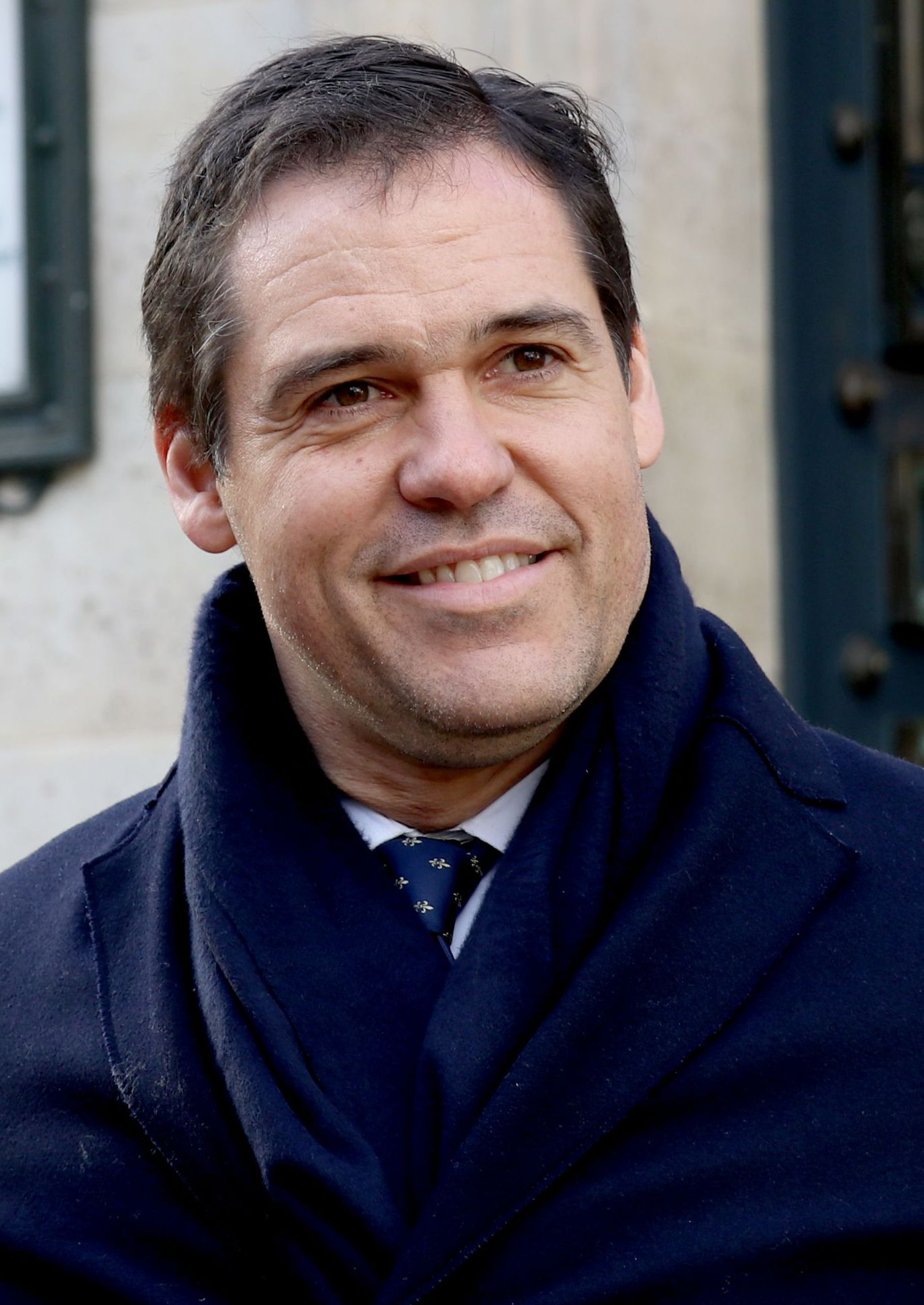
Louis Alphonse de Bourbon (2020)

Louis Alphonse Gonzalve Victor Emmanuel Marc de Bourbon (spanisch Luis Alfonso Gonzalo Víctor Manuel Marco de Borbón y Martínez-Bordiú; * 25. April 1974 in Madrid) ist ein spanischer Prinz, der dynastisch der Älteste des Gesamthauses der Kapetinger ist. Infolge eines Thronverzichts seines Großvaters und Vaters ist er allerdings nicht spanischer König geworden.
Seit dem Tod seines Vaters am 30. Januar 1989 erhebt er – wie bereits dieser sowie der Großvater Jaime – Anspruch auf den untergegangenen Titel Herzog von Anjou und Oberhaupt des „Hauses Frankreich“ (Maison de France) der Bourbonendynastie zu sein, in Konkurrenz zum französischen Haus Orléans.

## Leben
Louis ist der zweite Sohn von Alfons Jaime de Borbón (1936–1989) und dessen Ehefrau María del Carmen Martínez-Bordiú y Franco, Enkelin des spanischen Diktators Francisco Franco. Die Ehe seiner Eltern wurde 1982 geschieden und 1986 kirchlich annulliert. Am 7. Februar 1984 starb sein älterer Bruder, Francisco (* 1972), bei einem Autounfall, und sein Vater kam am 30. Januar 1989 bei einem Skiunfall in Colorado ums Leben.
Seit dem Tod seines Vaters 1989 wird er von einem Teil der französischen Monarchisten (den Legitimisten) als Prätendent auf den französischen Thron betrachtet; er nimmt diese theoretische dynastische Rolle, entgegen dem Willen des spanischen Königs, mit einigem Selbstbewusstsein an. König Juan Carlos I. von Spanien erklärte den spanischen Titel Herzog von Cádiz, den 1972 Louis Alphonses Vater von seinem Schwieger-Großvater, dem Diktator Franco erhalten hatte, für nicht erblich, weshalb Louis Alphonse ihn nicht führen darf. Louis Alphonse sprach sich seinerseits gegen eine Umbettung Francos aus dessen monumentalem Mausoleum aus.
Louis Alphonse studierte in Philadelphia an der Universität von Pennsylvania Volkswirtschaft und arbeitete mehrere Jahre für die BNP Paribas in Madrid, seit 2005 für die Bank Banco Occidental de Descuento in Venezuela, später in New York und zuletzt wieder in Madrid. Er besitzt neben der spanischen auch die französische Staatsangehörigkeit, da seine Großmutter väterlicherseits Französin war.
Am 6. November 2004 heiratete Louis Alphonse in La Romana die Venezolanerin María Margarita Vargas Santaella. An der Hochzeit des selbsternannten „Duc d’Anjou“ nahm kein Mitglied des spanischen Königshauses teil. Am 5. März 2007 wurde deren Tochter Eugenia in Miami, Florida, geboren. Sie wurde am 3. Juni 2007 getauft. Am 28. Mai 2010 wurden in New York die Zwillingssöhne Louis und Alphonse, und am 1. Februar 2019 wurde Prinz Henri, geboren.

## Streit um die Seniorität im „Haus Frankreich“
Nach dem Tod von Henri III. Jules de Bourbon, prince de Condé, im Jahre 1709 übertrug König Ludwig XIV. den Rang des ersten Prinzen von Geblüt – und damit das Recht auf die Erbnachfolge im Falle des Aussterbens seiner eigenen französischen Nachfahren – auf seinen Neffen Philippe II. Charles de Bourbon, duc d’Orléans (1674–1723) und dessen Nachkommen. Einer der Enkel des Königs, der Begründer der spanischen Linie Bourbon-Anjou, hatte im Jahre 1700 den spanischen Thron von den Habsburgern geerbt, allerdings nur unter der Bedingung, dass es niemals zu einer Personalunion mit Frankreich komme; 1713 erklärte dieser spanische Enkel, Philipp V., im Vertrag von Utrecht nochmals einen ausdrücklichen Thronverzicht für Frankreich und begründete damit das „Haus Spanien“ der Bourbonen.
Wäre der Urenkel und Nachfolger des Sonnenkönigs, Ludwig XV., ohne Sohn (und damit männlichen Erben aus seiner Linie) gestorben (und einen solchen gab es zwischen 1713 und 1729 nicht), dann hätten Philippe II. de Bourbon, duc d’Orléans, der gemäß dem Willen des Sonnenkönigs die Regentschaft für den Kindkönig übernahm, und nachfolgend sein Sohn Louis I. d’Orléans den Thron geerbt – sofern nicht die spanische Linie womöglich ihren Verzicht widerrufen und einen Erbfolgekrieg begonnen (und gewonnen) hätte. Um dem vorzubeugen, führte der Regent 1717–1720 den Krieg der Quadrupelallianz gegen das bourbonische Spanien.
Doch erst 1883, nach etlichen Revolutionen, Republiken, Restaurationen und Bonaparte-Empires, starben die französischen Nachfahren des Sonnenkönigs aus der direkten königlichen Linie der Bourbonen mit dem kinderlosen Grafen von Chambord aus. Die Legitimisten erkennen seither die Bourbonen aus der Linie Anjou (die spanischen Bourbonen) als Prätendenten auf den französischen Thron an. Da der Begründer der spanischen Bourbonen ein Enkel Ludwigs XIV. war, die Linie Orléans jedoch nur von einem Bruder des Sonnenkönigs abstammt, stehen die Bourbon-Anjou in einer näheren agnatischen Verwandtschaft zur Königslinie des Ancien Régime als die jüngere Bourbonen-Linie des Hauses Orléans, das allerdings mit dem „Bürgerkönig“ Louis-Philippe I. von 1830 bis 1848 in Frankreich den Thron besetzte. Diesen hatte Louis-Philippe vom Parlament aber nur erhalten, weil er auf eine Wiedererrichtung der absoluten Monarchie „von Gottes Gnaden“, verzichtet und eine konstitutionelle Monarchie sowie die übrigen Errungenschaften der Französischen Revolution, symbolisiert durch die Trikolore, akzeptiert hatte, wozu die alte Königslinie bis zu ihrem Aussterben 1883 nie bereit war. Von 1886 bis 1950 waren alle Bourbonen aus Frankreich verbannt.
Vom Standpunkt der Legitimisten, welche der Monarchie „von Gottes Gnaden“ anhängen und die Kompromisse des „Bürgerkönigs“ ablehnen, nehmen die Bourbon-Anjou – rein genealogisch betrachtet – vor den Bourbon-Orléans den Platz als erste Prinzen von Geblüt ein; ihnen gebühre folglich die legitime Nachfolge der Hauptlinie.
In ihren Ansprüchen ignorieren die Legitimisten dabei allerdings die Bestimmungen des Vertrags von Utrecht, der 1713 den spanischen Erbfolgekrieg beendet hatte, indem der Duc d’Anjou und nunmehrige König von Spanien auf jegliche Ansprüche auf den französischen Thron verzichtet hatte, worauf erstens die anderen europäischen Mächte bestanden hatten und was zweitens auch der testamentarischen Bedingung des letzten spanischen Habsburgers, Karl II., entsprach, der dem Duc d’Anjou die spanische Krone nur unter der Bedingung vererbt hatte, dass es nie zu einer Personalunion mit Frankreich komme.
Nach Auffassung der Legitimisten widerspreche jedoch dieser Verzicht der seit dem Mittelalter geübten Nachfolgeregelung innerhalb des Hauses der Kapetinger nach dem reinen Prinzip der Erstgeburt und sei daher nichtig. Louis Alphonse de Bourbon ist allerdings der erste Bourbon-Anjou, der sich darauf einlässt, diese jahrhundertelange Rivalität entschieden aufzugreifen und das Spiel der Legitimisten mitzuspielen, was sein Vater und sein Großvater nur halbherzig getan hatten – vielleicht weil ihm der spanische Thron infolge Verzichts seines Vaters und Großvaters entgangen ist, vielleicht auch nur weil es ihm schmeichelt, entsprechend hofiert zu werden. Kurioserweise unterstützte ausgerechnet sein Vetter, König Juan Carlos I. von Spanien, unter Verweis auf den Vertrag von Utrecht die Ansprüche des Hauses Orléans auf den französischen Thron und missbilligte die legitimistischen Ansprüche von Luis Alfonso, dem allerdings innerhalb der Linie Bourbon-Anjou die genealogische Seniorität zukommt. Die beiden aktuellen Thronprätendenten des Hauses Bourbon für den Fall einer Wiedererrichtung der Monarchie in Frankreich sind daher heute Louis Alphonse de Bourbon für die Legitimisten und Jean d’Orléans für die Orléanisten.
Der Vater des heutigen Orleanisten-Oberhaupts, Henri d’Orléans, verklagte seinen spanischen Vetter Louis Alphonse 1988/89 vor französischen Gerichten, um ihm zu untersagen, das Lilienwappen der Bourbonen ohne den Turnierkragen einer nachgeordneten Linie (oder die rote Umrandung des spanischen Bourbonen-Wappens) zu führen, denn das reine Lilienwappen ist das historische Symbol für das „Haus Frankreich“ bzw. dessen Oberhaupt. Daraufhin erklärten nacheinander zwei Instanzen, für den dahinter liegenden dynastischen Streit um die Thronfolge bzw. die Seniorität innerhalb des „Hauses Frankreich“ nicht zuständig zu sein und dass alle Linien der Bourbonen dieses Wappen führen dürften.
Henri d’Orléans ließ ferner auf seiner Website einen Artikel des Journalisten Nicolas Kayanakis veröffentlichen, wonach ein Vorfahre der spanischen Bourbonen, Francisco de Paula de Borbón (1794–1865), außerehelicher Abstammung gewesen sei, da seine Mutter Maria Luise von Bourbon-Parma ihren Ehemann, König Karl IV. von Spanien, bekanntlich betrogen habe, wodurch die gesamte Linie blutsmäßig illegitim geworden sei. Ferner griff Henri d’Orléans selbst zur Feder, um in einem Leserbrief an die Zeitung Le Figaro (in Reaktion auf einen Artikel des Journalisten Stéphane Bern vom 24. April 2014) auch die eheliche Abstammung des Königs Alfons XII. von Spanien anzuzweifeln (die biologisch betrachtet außerehelichen Abstammungen als Kuckuckskinder besitzen in beiden Fällen tatsächlich einige Plausibilität) und erklärte, keiner der heutigen spanischen Bourbonen habe auch nur einen Tropfen des „sang de France“ (Blutes von Frankreich) außer König Juan Carlos I. und seinen Kindern, da immerhin dessen Mutter eine echte Bourbonin gewesen sei.
Louis Alphonse de Bourbon würde als König den Namen Ludwig XX. tragen. Zurzeit beansprucht er als Oberhaupt des Hauses Bourbon folgende Titel:
- Duc d’Anjou (Herzog von Anjou), als dynastischer Senior des Haus Bourbon-Anjou
- Duc de Bourbon (Herzog von Bourbon) – 1984 durch seinen Vater an ihn „verliehen“
- Duc de Bourgogne (Herzog von Burgund) – an seinen Sohn Louis „abgetreten“
- Duc de Berry (Herzog von Berry) – an seinen Sohn Alphonse „abgetreten“
- Duc de Touraine (Herzog von Touraine) an seinen Sohn Henri „abgetreten“
- Duc de Durazzo (Herzog von Durazzo)
- Comte de Gravine et de Morrone (Graf von Gravin und von Morrone)
- Roi titulaire de France (Titularkönig von Frankreich)
- Roi titulaire de Jérusalem (Titularkönig von Jerusalem)
- Roi titulaire de Navarre (Titularkönig von Navarra)
- Roi titulaire d’Albanie (Titularkönig von Albanien)
- Prince d’Espagne (Prinz von Spanien)
- Chef de la maison de Bourbon (Chef des Hauses Bourbon)
- Aîné légitime des Capétiens (legitimer Erstgeborener der Kapetinger)
- Co-Prince de Andorre (Co-Fürst von Andorra)
- Ehren- und Devotions-Großkreuz-Bailli des Malteserordens